# ザ・ギフト (2003年の映画)
『ザ・ギフト』 (The Gift)  は、2003年のアメリカ合衆国のドキュメンタリー映画である。ルイーズ・ホガースが監督を務めている。

## 製作
本作は、製作に125,000ドルを費やした。監督のルイーズ・ホガースは、その製作費を捻出するため、自宅を売った。ほぼ全ての主要なAIDS関連団体が本作と距離を取る中で、唯一、ロサンゼルスのAIDS医療財団が本作への支援を申し出た。同財団からは、10,000ドルの資金、事務所、編集スペースが提供された。

## 上映
2003年2月12日、第53回ベルリン国際映画祭にて上映された。そのほか、100以上の映画祭で上映されている。

## 評価
Metro Weeklyのショーン・バグは、「不備はあるが、説得力がある」と述べて、本作に5点満点の4点を与えた。AllMovieのブライアン・J・ディラードは、「どぎつく、洞察に欠けている」と述べて、本作に5点満点の1.5点を与えた。Varietyのデニス・ハーヴェイは、「疑わしく人騒がせで一面的な視点から描かれている」と指摘した。
俳優でゲイ活動家のハーヴェイ・ファイアスタインは、「大いなる社会的重要性を扱った映画作品」と評し、本作を評価している。心理学者のペリー・ハルキティスは、「近視眼的で表面的、扇情的」と評し、本作を批判している。
第15回ニューヨーク・レズビアン&ゲイ映画祭にて、最優秀ドキュメンタリー賞を受賞した。